# Gai đôi cột sống
Gai đôi cột sống, còn gọi là nứt đốt sống (tiếng Anh: spina bifida, SB), là một dị tật bẩm sinh trong đó cột sống và màng xung quanh tủy sống không đóng được hoàn toàn trong quá trình phát triển ban đầu của thai nhi. Gai đôi cột sống có ba loại chính: gai đôi cột sống ẩn (spina bifida occulta), thoát vị màng tủy (meningocele) và thoát vị tủy–màng tủy (myelomeningocele (MMC)).
Gai đôi cột sống ẩn thường không có hoặc chỉ có các dấu hiệu nhẹ, có thể bao gồm việc xuất hiện nhúm lông, vết lõm, đốm đen hoặc bị sưng ở vị trí cột sống bị dị tật, trong khi thoát vị màng tủy có thể khiến người mắc xuất hiện một túi dịch tại vị trí cột sống bị dị tật. Thoát vị tủy–màng tủy là dạng nghiêm trọng nhất, có thể khiến người mắc giảm khả năng đi lại, gặp vấn đề về kiểm soát bàng quang hoặc ruột, não úng thủy, trói buộc tủy sống (tethered spinal cord) hoặc dị ứng nhựa cao su. Việc người mắc gặp các vấn đề về học tập là tương đối hiếm gặp.
Người ta tin rằng nguyên nhân của gai đôi cột sống là do sự kết hợp của các yếu tố di truyền và môi trường. Sau khi sinh một đứa con mắc tình trạng này, hoặc nếu một trong hai cha mẹ mắc tình trạng này, thì có 4% khả năng đứa con tiếp theo cũng sẽ bị ảnh hưởng. Thiếu folat (vitamin B9) trong chế độ ăn trước và trong khi mang thai cũng là một nguyên nhân quan trọng gây ra gai đôi cột sống. Các yếu tố nguy cơ khác bao gồm một số loại thuốc chống co giật, béo phì và bệnh tiểu đường không được kiểm soát tốt.
Hầu hết các trường hợp gai đôi cột sống có thể được ngăn ngừa nếu người mẹ bổ sung đủ folat trước và trong khi mang thai.

## Phân loại

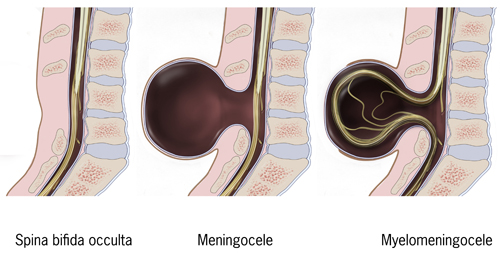
Các loại gai đôi cột sống: </br> 1. Spina bifida occulta: gai đôi cột sống ẩn. </br> 2. Meningocele: thoát vị màng tủy. </br> 3. Myelomeningocele: thoát vị tủy–màng tủy.

### Gai đôi cột sống ẩn
Gai đôi cột sống ẩn là dạng nhẹ nhất của gai đôi cột sống. Ở dạng ẩn, phần bên ngoài của một số đốt sống không đóng được hoàn toàn. Các vết nứt ở đốt sống rất nhỏ nên tủy sống của người mắc không bị nhô ra. Da tại vị trí tổn thương có thể hoàn toàn bình thường hoặc xuất hiện nhúm lông mọc ở đó, xuất hiện vết lõm hoặc vết bớt. Không giống như hầu hết các loại khiếm khuyết ống thần kinh (neural tube defect) khác, gai đôi cột đốt sống ẩn không liên quan đến việc tăng AFP, một protein được sử dụng phổ biến để phát hiện khiếm khuyết ống thần kinh trong tử cung.
Nhiều người mắc gai đôi cột sống ẩn thậm chí còn không biết mình mắc bệnh vì tình trạng này không có triệu chứng trong hầu hết các trường hợp. Một đánh giá có hệ thống về các nghiên cứu sử dụng kỹ thuật chụp X-quang không tìm thấy mối liên hệ nào giữa gai đôi cột sống ẩn và đau lưng.
Tuy nhiên, các nghiên cứu khác cho thấy gai đôi cột sống ẩn không phải lúc nào cũng vô hại. Một nghiên cứu phát hiện ra rằng ở những bệnh nhân bị đau lưng, nếu họ bị mắc gai đôi cột sống ẩn, bệnh đau lưng sẽ có mức độ nghiêm trọng cao hơn.